# OpenLiteSpeed
OpenLiteSpeed — вільний варіант комерційного вебсервера LiteSpeed від компанії LiteSpeed Technologies. LiteSpeed сумісний на рівні файлів конфігурації і модулів з Apache, але забезпечує в 6-9 разів вищу продуктивність.
Початковий код OpenLiteSpeed відкритий під ліцензією GPLv3.

## Історія проекту
За статистикою W3Techs сервер LiteSpeed посідає четверте місце за популярністю, поступаючись Apache, IIS і Nginx.  Останнім часом позиції LiteSpeed стали падати під натиском відкритого проекту Nginx, на який з LiteSpeed мігрували багато великих проектів, включаючи WordPress.com.  У зв'язку з цим компанія LiteSpeed Technologies навесні 2013 переглянула свою бізнес-модель і вирішила перейти на відкриту модель розробки продукту, що припускає доступність початкових текстів і тісніше залучення спільноти.
При цьому компанія має намір продовжувати поставляти комерційну версію продукту, використовуючи модель Open Core, при якій базова функціональність розвивається у вигляді відкритого проекту, але розширені можливості доступні тільки в закритій комерційної версії.  З функцій, доступних тільки в комерційній версії, відзначаються: сумісність з панелями управління хостингом, підтримка mod_security, можливість використання .htaccess і система кешування віддаваного контенту на диску.

## Основні можливості
Основні можливості OpenLiteSpeed: 
- Висока продуктивність і низьке споживання пам'яті.  Використання подієво-орієнтованої архітектури, яка підтримує мультиплексування з'єднань за допомогою механізмів kqueue (FreeBSD і Mac OS X), epoll (Linux), /dev/poll (Solaris) і poll.  При віддачі статики продуктивність OpenLiteSpeed випереджає Apache в 6-9 разів, а при виконанні PHP-скриптів виграш у швидкості складає до 50%;
- Наявність вебінтерфейсу для управління конфігурацією сервера і перегляду статистики;
- Наявність розширених можливостей забезпечення безпеки, таких як виконання скриптів з правами поточного користувача (використовується механізм suEXEC), обмеження трафіку/інтенсивності запитів, обмеження на основі вмісту Referer;
- Зовнішні застосунки і доповнення запускаються як окремі процеси, що дозволяє розвантажити основний серверний процес і збільшити ефективність обробки одночасних з'єднань.  Для виконання скриптів CGI використовується окремий фоновий процес;
- Вбудована підтримка SAPI для PHP і Ruby дозволяє збільшити швидкість виконання зовнішніх програм до 50%.  Також підтримується запуск застосунків на мовах Python, Perl і Java.  Можливе використання PHP-акселераторів;
- Підтримка засобів масштабування робочих процесів для оптимального задіяння потужності багатоядерних систем;
- Підтримка перезапуску для читання нової конфігурації або оновлення сервера без розриву оброблюваних з'єднань (режим graceful);
- Підтримка сумісних з mod_rewrite правил перезапису запитів і SSI-вставок у стилі Apache;
- Підтримка зберігання конфігурації в XML або текстових файлах;
- Засоби для швидкого налаштування віртуальних хостів за допомогою системи шаблонів;
- Можливість віддачі контенту в стислому вигляді (Gzip);
- Засоби для віддачі потокового медіаконтенту (MP4 і F4V);
- Позиціонування за IP;
- Обробка Chunked- і Pipelined-запитів, підтримка Keep-alive;
- Підтримка механізмів Accept-filter і sendfile.

## Виноски
1. ↑  Релиз OpenLiteSpeed 1.0, ознаменовавший переход http-сервера LiteSpeed к открытой модели разработки [Архівовано 7 червня 2013 у Wayback Machine.] // opennet.ru 11.05.2013
2. ↑  Announcing the Release of OpenLiteSpeed. Архів оригіналу за 7 червня 2013. Процитовано 15 травня 2013. [Архівовано 2013-06-07 у Wayback Machine.]